# Supercampeonato Paulista de Futebol de 2002
O Supercampeonato Paulista de Futebol de 2002 foi um torneio criado e organizado pela Federação Paulista de Futebol, disputado apenas em 2002, por causa da disputa do Torneio Rio-São Paulo. Times do estado de São Paulo que ficassem sobrecarregados de jogos na temporada por ter que jogar o Campeonato Paulista, os times grandes participaram da edição de 2002, que acabou sendo vencida pelo São Paulo Futebol Clube.

## Equipes participantes
| Ituano      | Campeão do Campeonato Paulista de 2002                   |
| Corinthians | Melhor clube paulista do Torneio Rio-SP de 2002          |
| São Paulo   | Segundo melhor clube paulista do Torneio Rio-SP de 2002  |
| Palmeiras   | Terceiro melhor clube paulista do Torneio Rio-SP de 2002 |

## Semifinais
| Data       | Placar      | Placar | Placar      | Estádio               |
| 19 de maio | Ituano      | 2×0    | Corinthians | Doutor Novelli Júnior |
| 19 de maio | São Paulo   | 2×0    | Palmeiras   | Anacleto Campanella   |
| 22 de maio | Palmeiras   | 2×2    | São Paulo   | Canindé               |
| 22 de maio | Corinthians | 3×2    | Ituano      | Martins Pereira       |

## Finais

### Primeira partida da final
| 26 de maio de 2002 16h00 | Ituano                            | 2 – 2     | São Paulo                         | Estádio Novelli Júnior, Itu              |
|                          | Fernando Gaúcho 39' · Basílio 77' | Relatório | 68' Reinaldo · 89' Júlio Baptista | Árbitro: BRA Edílson Pereira de Carvalho |

### Segunda partida
| 30 de maio de 2002 16h00 | São Paulo                                            | 4 – 1     | Ituano      | Estádio do Morumbi, São Paulo        |
|                          | Adriano 18', 43' · Reinaldo 66' · Sandro Hiroshi 68' | Relatório | 76' Basílio | Árbitro: BRA Paulo Cesar de Oliveira |

| Supercampeão Paulista de 2002 |
| ----------------------------- |
| SÃO PAULO (1º título)         |